# (17114) 1999 JJ54
A (17114) 1999 JJ54 a Naprendszer kisbolygóövében található aszteroida. A LINEAR projekt keretében fedezték fel 1999. május 10-én.